# Turík
Turík es un municipio del distrito de Ružomberok en la región de Žilina, Eslovaquia, con una población estimada a final del año 2024 de 300 habitantes.
Se encuentra ubicado en el centro-sur de la región, cerca del curso alto del río Váh (cuenca hidrográfica del Danubio) y de la frontera con la región de Banská Bystrica.

## Demografía
| Año        | 1994 | 2004    | 2014    | 2024     |
| ---------- | ---- | ------- | ------- | -------- |
| Población  | 204  | 218     | 232     | 300      |
| Diferencia |      | +6,86 % | +6,42 % | +29,31 % |

| Año        | 2023 | 2024    |
| ---------- | ---- | ------- |
| Población  | 304  | 300     |
| Diferencia |      | −1,31 % |